# Jules-Gérard Jordens
Jules-Gérard Jordens, né le 28 avril 1885 à Nice et mort pour la France à La Ville-aux-Bois-lès-Pontavert dans le département de l'Aisne le 26 avril 1916, est un poète français du XXe siècle. Son nom est inscrit au Panthéon parmi les 560 écrivains morts au combat pendant la Première Guerre mondiale.

## Biographie
Jules-Gérard Jordens, né le 28 avril 1885 au no 2 quai du Midi à Nice, est le fils de Gerardus Marinus Jordens (1834-1886) originaire des Pays-Bas et de Julie Marie Virginie Gillet (1859-1909). Après la mort de son premier mari, sa mère épouse en 1896 le futur général Louis Loyzeau de Grandmaison.
Il est étudiant à Stuttgart, quand il est appelé à faire son service militaire au 112e régiment d'infanterie en octobre 1906. Sur sa demande, il effectue la deuxième année au 131e régiment d'infanterie. C'est au cours de cette année à la caserne d'Orléans qu'il se lie d'amitié avec Maurice Dekobra.
En 1908, il publie une plaquette de vers intitulée Poèmes pour l'aimé, qu'il signe sous le pseudonyme de Jeanne-Paule d'Orjens et oc-écrit, en 1909 avec son ami Maurice Dekobra, une comédie en un acte intitulée Respectability. À la veille de la guerre, il se tourne vers le journalisme et devient rédacteur pour L'Univers illustré, Armée et marine ou La Science et la vie.
Il se lie avec le poète Guillaume Apollinaire avec qui il entretient une correspondance, dont certaines lettres sont conservées à la Bibliothèque nationale de France, et lui présente son ami le peintre Jean-Gabriel Domergue fin 1910. Il se fiance avec Jacqueline Kolb qui épousera Apollinaire en mai 1918, quelques mois avant que celui-ci meurt de la grippe espagnole,.
Rappelé à la mobilisation comme soldat brancardier de 2e classe au 246e régiment d'infanterie, il part pour le front en août 1914. Roland Dorgelès écrit qu'il « aurait pu, comme tant d'autres, demeurer à l'arrière, accepter un poste sans danger dans l'état-major de son beau-père, qui était général. Sa belle conscience dédaigneuse ne voulut pas ».
Jules-Gérard Jordens est tué d'un éclat d'obus le 26 avril 1916 en allant porter secours aux blessés au Bois-des-buttes,,,. Il est inhumé à la nécropole nationale de Pontavert (tombe 2541),.
Dans la biographie que lui consacre Roland Dorgelès dans l'Anthologie des écrivains morts à la guerre, il écrit que : « son épitaphe pourrait tenir en une ligne : « Il vécut en poète, il mourut en héros ». Mais Jules-Gérard Jordens l'eût effacée, préférant un souvenir discret à tous ces mots pompeux ». Il le cite de nouveau dans Bleu horizon, paru en 1949 : « Jordens a trouvé la mort. Exactement dans ce Bois des Buttes où les nuits de patrouille, j'ai moi-même cueilli du muguet devant le barbelé. Comme il était peu fait pour cette vie brutale, ce grand garçon distingué » !

## Œuvres principales
- Poèmes pour l'aimé, sous le pseudonyme de Jeanne-Paule d'Orjens, 1908
- Voici l'âme et la chair, poèmes, 1909
- Post… animal triste, poèmes, 1911

## Distinctions
- Médaille militaire, à titre posthume, arrêté du 12 août 1920[18]

## Hommages
- Le nom de Jules-Gérard Jordens est inscrit au Panthéon dans la liste des 560 écrivains morts pour la France[19].
- Son nom figure sur le monument aux morts du 9e arrondissement de Paris[20] et le monument aux Parisiens morts pendant la Première Guerre.